# 詹在泮
詹在泮（1553年—？），字獻功，號定斋，又號定叄，浙江衢州府常山縣人，明朝政治人物，萬曆癸未進士。

## 生平
萬曆七年（1579年）己卯科浙江鄉試第三十六名，萬曆十一年（1583年）癸未科二甲五十七名進士。刑部觀政，十三年授工部营缮司主事，丁憂，十七年復除本部，二十年會試主考，本年升员外郎，晉郎中，二十三年十月升河南副使，管修河，尋调信陽兵备。二十六年升湖廣右參政兼佥事，蘇松兵备，二十七年改河南右参政兼佥事。二十八年丁憂，三十一年復除江西右參政。萬曆三十四年（1606年）正月，升廣東按察使，本年致仕。

## 家族
曾祖詹斯，義官；祖父詹烈，歲貢生；父詹萊，曾任按察司僉事，前母徐氏；母吳氏。具庆下。兄詹献策（贡士）；詹思虞（刑部主事）；詹在经；詹思謙（工部主事）。弟在镐；在藻；在职；在庭；在輿；在邦；在田；在上。